# كنيسة سان سيباستيان
كنيسة سان سيباستيان (بالإسبانية: Iglesia de San Sebastián)‏ هو مسجد أندلسي تم تحويله إلى كنيسة بعد سقوط غرناطة (آخر مدن الأندلس) تقع في ميدان أنايا في مدينة سلامنكا في إسبانيا، إلى جانب قصر أنايا، الذي شيده دييجو دي أنايا إيه مالدونادو تحت اسم كلية سان بارتولوميه في بادئ الأمر.
في 6 أكتوبر عام 2011، تم إعلان كل من مجمع كلية أنايا وأوسبيديريا وكنيسة سان سيباستيان معلمًا تراثيًا ذا أهمية ثقافية من فئة النصب التذكارية الأثرية.

## التاريخ
تم تصميم الهيكل الأصلي من قبل خوان ألباريث دي توليدو حوالي عام 1410 بتكليف من دييجو دي أنايا، في محاكاة منه من للكلية الملكية في إسبانيا أو الكلية الملكية لسان كليمنتي للإسبان. أدت بعض المشاكل الهيكلية إلى إضعاف المبنى، وتم هدمه في نهاية المطاف، فيما حاولت الرهبنة الدومينيكانية بناء كنيسة أخرى. بُنيت فيما بين أعوام 1730 و1739، وتكلف بها ألبرتو دي تشوريجيرا، الذي تولى أمور كاتدرائية سلامنكا الجديدة، مُعطيًا غياها النمط الداخلي والخارجي على حد سواء.

## السمات
يتميز المعبد بوجود دور صليب لاتيني وقبة مثمنة. تم تزيين سطحها الخارجي بالطراز الباروكي، وأعمال نحتية لخوسيه لارا دي تشوريجيرا.